# 羅志儒
羅志儒（？—17世紀），字無他，山東東昌府濮州人，明末清初政治人物。

## 生平
羅志儒是天啟七年（1627年）山東鄉試舉人，崇禎元年（1628年）聯捷進士，在殿試時得崇禎帝贊許為直臣，獲授刑科給事中，改任戶科、吏科。之後，歷主雲南、福建鄉試，取錄多位名士。
明亡仕清，擔任布政使司安廬道備兵參政，不久辭官歸鄉。

## 引用
1. 1 2  乾隆《曹州府志·卷十五·人物志》：羅志儒 字無他，濮州人，天啟（崇禎）戊辰進士。殿試上覽其策曰：「此直臣也。」即授刑科給事中，其奏議罔不切中時弊，旋改戶科，轉吏科。主試雲南福建，所選拔多知名士，尋以參議備兵安廬，未幾告歸。
2. ↑  乾隆《曹州府志·卷十三·選舉》：天啟七年丁卯科（舉人）……羅志儒 濮州人
3. ↑  《清世祖章皇帝實錄·卷十九》：（順治二年乙酉七月）乙卯。允吏部議和碩豫親王多鐸委署江南官職三百七十三員、准其實授。以故明通政使劉應賓、為都察院右僉都御史。巡撫安廬池太、兼理軍務總兵土國寶、為都察院右副都御史、巡撫江寧總理糧儲軍務。給事中庄則敬為按察使司僉事、徽寧道。何家祚、為按察使司僉事、淮海道。羅志儒、為布政使司參政、安廬道。王之晉、為按察使司副使、蘇松道。司業李景廉、為按察使司副使、常鎮道。編修張星、為按察使司僉事、滁徽道。御史王懩。為布政使司參議、蘇松常鎮糧儲道。張兆羆、為布政使司參議、淮宿道。周亮工、為兩淮都轉運鹽使司運使。貢生王相業為布政使司參議、鳳泗道。高岐鳳、為布政使司參議池太道監生劉漢式、為布政使司參議、揚州道。余俱依用